# 聖何塞德科馬亞瓜
聖何塞德科馬亞瓜（西班牙語：San José de Comayagua），是洪都拉斯的城鎮，位於該國中西部，由科馬亞瓜省負責管轄，面積83平方公里，海拔高度608米，2001年人口5,944，人口密度每平方公里71.61人。
14°44′N 88°02′W / 14.733°N 88.033°W